# Onesimo Rufino
Onesimo Rufino Gómez (ur. 7 czerwca 1947 w Santiago de los Caballeros) – dominikański zapaśnik walczący w stylu wolnym. Olimpijczyk z Meksyku 1968, gdzie zajął siedemnaste miejsce w kategorii do 63 kg.

## Letnie Igrzyska Olimpijskie 1968
| Konkurencja      | Rundy eliminacyjne       | Rundy eliminacyjne     | Klas. końcowa |
| Konkurencja      | Przeciwnik I             | Przeciwnik II          | Miejsce       |
| ---------------- | ------------------------ | ---------------------- | ------------- |
| 63 kg styl wolny | Choi Jeong-hyeok (KOR) P | Masaaki Kaneko (JPN) P | 17.           |